# Pegaeophyton purii
Pegaeophyton purii là một loài thực vật có hoa trong họ Cải. Loài này được (D.S. Rawat, L.R. Dangwal & R.D. Gaur) Al-Shehbaz mô tả khoa học đầu tiên năm 2004.